# Un gaucher gauche
Un gaucher gauche est un épisode de la série télévisée d'animation Les Simpson. Il s'agit du dix-neuvième épisode de la vingt-neuvième saison et du 637e épisode de la série.

## Synopsis
Il y a une éclipse solaire et toute la famille Simpson sort dehors pour l'observer, sauf Homer qui est trop occupé à manger ses côtelettes de porc. Marge, en colère, lui reproche d'avoir raté ce moment en famille et de ne plus se montrer aussi amoureux d'elle que lorsqu'ils s'étaient rencontrés. Elle lui demande d'organiser un rendez-vous amoureux pour le samedi soir. Homer se donne du mal et offre à sa femme une soirée parfaite. Une fois au lit, ils sont dérangés dans leur étreinte par Ned qui frappe à la porte. Celui-ci a perdu son travail et Marge demande à Homer de l'aider à trouver un emploi à la centrale nucléaire. Le directeur des RH venant de démissionner, Ned se voit proposer ce travail. Il le prend très au sérieux, ce qui commence à énerver sérieusement Homer qui souhaite qu'il se fasse virer, ce que finit par faire M. Burns. Ned essaie divers métiers, sans succès. Marge lui conseille de devenir professeur mais les élèves font un chahut maximum et Bart lui porte le coup fatal en lui balançant une boulette de papier mâché au visage. Homer et Bart décident finalement de l'aider à remonter la pente...

## Réception
Lors de sa première diffusion l'épisode a attiré 2,15 millions de téléspectateurs.